# Strobliella
Strobliella är ett släkte av tvåvingar. Strobliella ingår i familjen gallmyggor.
Kladogram enligt Catalogue of Life:
| Strobliella | \| \| Strobliella brachycornis \| \| \| \| \| \| Strobliella intermedia \| \| \| \| |
|             | \| \| Strobliella brachycornis \| \| \| \| \| \| Strobliella intermedia \| \| \| \| |
|             | Strobliella brachycornis                                                            |
|             |                                                                                     |
|             | Strobliella intermedia                                                              |
|             |                                                                                     |